# Léon Laydernier
 (mai 2020).
Léon Laydernier, né le 10 septembre 1866 à Annecy où il est mort le 2 août 1958, est un banquier savoyard, fondateur de la Banque Laydernier. 
Il est notamment réputé pour son côté visionnaire, son ouverture d'esprit et son dynamisme. Il est une personnalité de l'essor économique et touristique de la Haute-Savoie.

## Biographie
Léon Marie Joseph Laydernier est né le 10 septembre 1866 à Annecy (Haute-Savoie) ; il est le plus jeune des cinq garçons d'une fratrie de dix enfants issue du mariage de Claude Laydernier, cabaretier, originaire de Vieugy, et de Marie Josephe Pissard,. Sa famille vit au no 13 de la rue Sainte-Claire dans le faubourg Sainte-Claire d'Annecy.
Ses parents ne sont pas très fortunés, mais travaillent sans relâche pour élever leurs enfants. Léon quitte très tôt le collège Chappuisien, devenu en 1888 le lycée Berthollet, et choisit un métier qui lui permettrait de bien gagner sa vie et ainsi subvenir aux besoins des siens. Il se dirige alors vers la banque.
Entré en 1890]comme commis à la Banque de France, il prend la gérance en 1891 de la Banque commerciale d'Annecy, « par la suite de la mort subite d'un banquier local »,, qui cinq ans plus tard devient la Banque commerciale d'Annecy Laydernier et Cie, future Banque Laydernier.
Il est aussi, entre autres choses, le fondateur de la Compagnie du Tramway Annecy-Thônes, président du conseil d'administration de la société électrique des Forces du Fier, maire de Saint-Jean-de-Sixt, président du syndicat d'initiative d'Annecy et de la Haute-Savoie, administrateur-fondateur de la société des Grottes et Cascades de Seythenex, créateur et inspirateur du téléphérique du Lac d'Annecy, président de la société des roulements à billes Schmid Roost & Cie (future SNR), président-fondateur de la clinique générale d'Annecy.[réf. souhaitée]
Il comptait parmi ses amis l'artiste Georges Gimel, dit « le Maître du feu ».[réf. nécessaire]

## Témoignage
- Léon Laydernier, Souvenirs d'un banquier savoyard : de 1884 à fin 1946 : contribution à la monographie économique de la Haute-Savoie, Annecy, Gardet & Garin, 1947, 158 p.